# Куличкин, Егор Еремеевич
Егор Еремеевич Куличкин (ок. 1779 – 14 февраля 1844) — вице-адмирал, директор Кораблестроительного департамента, георгиевский кавалер.

## Биография
Из «дворян российской нации». 
В начале 1793 года зачислен в Морской кадетский корпус. 19 мая 1795 года произведен в гардемарины. В кампанию 1795 года на 66-пуш. корабле «Пимен» перешел из Кронштадта к английским берегам. Окончил Морской корпус с производством 1 мая 1796 года в мичманы.
В 1797 году на 66-пуш. корабле «Филипп» вернулся обратно в Кронштадт. В 1798-1800 годах на 64-пуш. корабле «Ретвизан» участвовал в Голландской экспедиции и вернулся в Кронштадт.
В 1801-1802 годах служил на 64-пуш. корабле «Эмгейтен» на кронштадском рейде. В кампанию 1803 года перешел на фрегате «Счастливый» из Кронштадта в Любек и обратно. В 1804 году служил на 40-пушечном фрегате «Эммануил». 31 декабря 1804 года произведен в лейтенанты.
В кампанию 1806 года на 66-пушечном корабле «Твердый» перешел из Кронштадта в Средиземное море. В 1807 году участвовал в Дарданнельском и Афонском сражениях и за отличие награжден орденом Св. Анны на шпагу. В 1808 году на том же корабле перешел в Лиссабон, а затем в Портсмут. В 1809 году на британском транспорте вернулся в Кронштадт.
В кампанию 1810 года на 22-пуш. корвете «Мельпомена» под командованием капитан-лейтенанта Н. Н. Мордвинова крейсировал в Балтийском море. В том же году был аттестован как «должность свою знает весьма хорошо и исправляет с отличной расторопностью…».
В 1811 году на бриге «Меркурий» совершил практическое плавание в Финском заливе. 26 ноября 1811 года «за совершение 18-ти кампаний» награжден орденом Св. Георгия IV степени. 12 декабря 1811 года произведен в капитан-лейтенанты.
В 1812 году командовал транспортом «Алфиус» в составе гребной флотилии и участвовал в обороне Риги и перевозке войск к прусским берегам. В 1813 году командовал бригом «Коммерстракс» при осаде и бомбардировке Данцига.
В 1816 году командовал фрегатами «Автроил» и «Легкий» при проводке из Санкт-Петербурга в Кронштадт. В 1818-1819 годах командовал фрегатами «Меркурий» и «Поллукс». В кампанию 1821 года командовал 20-пуш. бригом «Олимп». В кампанию 1823 года командовал фрегатом «Диана» в эскадре вице-адмирала Р. В. Кроуна. 30 августа 1824 года произведен в капитаны 2-го ранга.
В кампанию 1825 года командовал 44-пуш. фрегатом «Вестовой» в Балтийском море.
В 1826-1829 годах командовал 64-пуш. кораблем «Эммануил» и 9-м флотским экипажем. 6 декабря 1827 года произведен в капитаны 1-го ранга. В 1828-1829 годах участвовал в блокаде Дарданелл и за отличие награжден орденом Св. Анны II степени с пожалованием в 1830 году императорской короны к ордену.
В 1829 году назначен командиром корабля «Царь Константин» и 1-го флотского экипажа. В 1830 году награжден серебряной медалью «За турецкую войну 1828-1829 гг.» на георгиевской ленте. В кампанию 1831 года командовал кораблем «Орёл».
10 апреля 1832 года произведен в контр-адмиралы. В 1833 году назначен командиром 1-й бригады 1-й флотской дивизии. 12 ноября 1833 года «за беспорочную службу 35 лет» награжден орденом Св. Владимира IV степени. В 1835 году награжден орденом Св. Владимира III степени.
В 1837-1844 годах исправлял должность директора Кораблестроительного департамента. За время управления департаментом были построены 10 линейных кораблей, 3 фрегата, 1 учебный фрегат, 6 бригов, 1 люгер, 3 шхуны, 2 тендера, 11 транспортов, 5 пароходов и 4 пароходофрегата. Кроме того, капитально отремонтированы (тимберованы) 9 кораблей, 2 фрегата, 3 брига, 2 тендера, 2 парохода и 1 пароходофрегат.
17 апреля 1837 года награжден Св. Станислава I степени. 6 декабря 1840 года произведен в вице-адмиралы. 22 августа 1842 года награжден знаком отличия «LXV лет беспорочной службы».